# گلوب تلکام

گلوب تلکام (به انگلیسی: Globe Telecom) شرکت مخابرات فیلیپینی است، که در زمینه ارائه خدمات شبکه تلفن همراه، خطوط تلفن ثابت و پهنای باند اینترنتی فعالیت می‌کند.
شرکت گلوب تلکام در سال ۱۹۳۵ با مشارکت شرکت‌های سینگ‌تل و آیالا کورپوریشن تاسیس شد و در حال حاضر بزرگترین ارائه‌کننده خدمات تلفن همراه، تلفن ثابت و اینترنت در فیلیپین می‌باشد.
دفتر مرکزی این شرکت در کلانشهر مانیل، فیلیپین قرار دارد و بخشی از سهام آن در بازار بورس اوراق بهادار فیلیپین معامله می‌شود.